# Nicholas Magallanes
Nicholas Magallanes, né le 27 novembre 1922 à Santa Rosalía de Camargo (es) au Mexique et mort le 2 mai 1977 au Long Island aux États-Unis, fut danseur principal et membre fondateur du New York City Ballet. Avec Francisco Moncion, Maria Tallchief et Tanaquil Le Clercq, Magallanes fait partie du groupe de danseurs avec lequel George Balanchine et Lincoln Kirstein forment le Ballet Society, le prédécesseur immédiat du New York City Ballet.

## Biographie

### Jeunesse
Nicholas Magallanes est né à Santa Rosalia de Camargo, aujourd'hui connue sous le nom de Carago City, dans la partie orientale de l'État mexicain de Chihuahua. Il a déménagé avec ses parents aux États-Unis à l'âge de cinq ans, d'abord au New Jersey, puis au Lower East Side de New York.
Quand il avait seize ans, il a été repéré au New York Boys' Club sur East 10th Street par Pavel Tchelitchev, qui l'a recommandé à Lincoln Kirstein en tant que boursier à la naissante School of American Ballet.
Jeune homme aux allures latines sombres et au physique musclé, il auditionna pour George Balanchine et fut admis à l'école en 1938. Sous la tutelle de Balanchine et de Pierre Vladimiroff, il commença bientôt à se montrer prometteur en tant qu'interprète. Il est apparu sur scène lors de la production de A Thousand Times Neigh de l'American Ballet Caravan, un hommage à l'automobile, au pavillon Ford de la Foire internationale de New York 1939-1940.
Ainsi a commencé son association à vie avec les entreprises de Balanchine et Kirstein.

### Carrière professionnelle
En 1940, Magallanes danse brièvement avec le Littlefield Ballet, dirigé par Catherine Littlefield, et fait une tournée en Amérique du Sud l'année suivante avec American Ballet Caravan. De retour aux États-Unis, il apparaît à Broadway dans les danses de Balanchine dans deux spectacles musicaux, The Merry Widow (1943) et Song of Norway (1944). À Broadway, il est également apparu dans les danses de Ruth Page dans Music in My Heart (1947). Plus tôt dans le décennie, il a joué dans La Vie parisienne (1942) sur la musique de Jacques Offenbach. Il a ensuite dansé avec les Ballets russes de Monte-Carlo (1943- 1946), quand Balanchine était maître de ballet, et Ballet Society (1946-1948). Pendant ce temps, il a collaboré avec Balanchine pour créer plusieurs rôles, dont : Le Poète dans La sonnambula (L'Ombre de la nuit), Cleónete dans Le Bourgeois gentilhomme et Jean de Brienne dans Raymonda.
De 1948 à peu avant sa mort en 1977, il fut danseur principal au New York City Ballet .

#### Rôles créés
Ceci est une liste sélectionnée. La chorégraphie est de George Blanachine sauf indication contraire. La principale source d'information est le Catalogue Balanchine,
- 1941 : Ballet Imperial (plus tard connu sous le tire Tchaikovsky Piano Concerto No. 2) : soliste
- 1944 : Danses Concertantes, musique d'Igor Stravinsky : Pas de trois avec Maria Tallchief et Mary Ellen Moylan
- 1944 : Le Bourgeois gentilhomme, musique de Richard Strauss : Cléonte
- 1946 : The Night Shadow (aussi connu sous le titre La sonnambula), musique de Vittorio Rieti, basé sur des thèmes de Bellini : le Poète
- 1946 : Raymonda, ballet en trois actes, chorégraphie de Balanchine et Alexandra Danilova, d'après Marius Petipa, musique d'Alexandre Glazounov : Jean de Brienne
- 1948 : Symphony in C, musique de Georges Bizet : Premier mouvement, un pas de deux avec Maria Tallchief et ensemble
- 1948 : The Triumph of Bacchus and Ariadne, ballet-cantate, musique de Vittorio Rieti : Bacchus
- 1948 : Orpheus, ballet en trois scènes, musique d'Igor Stravinsky : Orphée
- 1949 : Bourrée fantasque, musique d'Emmanuel Chabrier : Prélude, un pas de deux avec Maria Tallchief et ensemble
- 1950 : The Fairy's Kiss (Le Baiser de la fée), ballet allégorie en quatre scènes, musique d'Igor Stravinsky : le marié
- 1950 : Sylvia (pas de deux), musique de Léo Delibes : le cavalier, avec Maria Tallchief
- 1950 : Illuminations, chorégraphie de Frederick Ashton, musique de Benjamin Britten : le poète (Arthur Rimbaud)
- 1951 :  Amahl and the Night Visitors. L'opéra en un acte pour la télévision, chorégraphie de John Butler, musique de Gian Carlo Menotti : Un Berger Dansant [9],[10].
- 1951 : La Valse, musique de Maurice Ravel : huitième valse, avec Tanaquil Le Clercq
- 1951 : The Cage, chorégraphie de Jerome Robbins, musique d'Igor Stravinsky : le deuxième intrus
- 1951 : The Pied Piper, chorégraphie de Jerome Robbins, musique d'Aaron Copland : danseur principal
- 1954 : Opus 34, musique d'Arnold Schoenberg : la première fois, avec Diana Adams, Patricia Wilde, et Francisco Moncion
- 1954 : The Nutcracker, ballet classique en deux actes, quatre scènes et prologue, musique de Pyotr Ilyich Tchaikovsky : le cavalier de la fée de la prune en sucre, dansée par Maria Tallchief

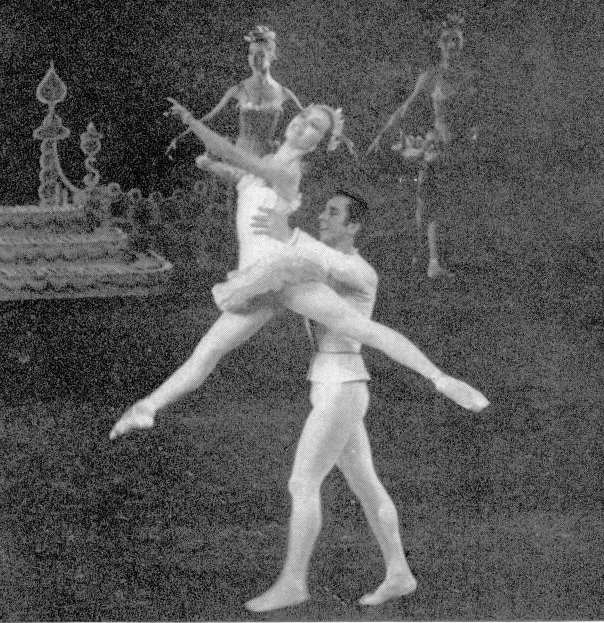
Maria Tallchief et Nicholas Magallanes dans The Nutcracker, 1954.

- 1954 : Western Symphony, musique de Hershy Kay : deuxième mouvement, avec Janet Reed et ensemble
- 1956 : Allegro Brillante, musique de Pyotr Ilyich Tchaikovsky : danseur principal, avec Maria Tallchief
- 1956 : Divertimento n° 15, musique de Wolfgang Amadeus Mozart : danseur principal. Allegro, et cinquième variante
- 1956 The Unicorn, the Gorgon, and the Manticore - Chorégraphie par John Butler. Musique par Gian Carlo Menotti. Rôle: Le Poète.
- 1957 : Square Dance, musique d'Antonio Vivaldi : danseur principal, avec Patricia Wilde et ensemble
- 1959 : Episodes, musique d'Anton von Webern : danseur principal, avec Allegra Kent et ensemble
- 1960 : The Figure in the Carpet, ballet dans cinq scènes, musique de Georg Friedrich Haendel : le duc de L'an l'ing
- 1960 : Liebslieder Waltzer, ballet en deux parties, musique de Johannes Brahms : danseur principal, avec Violette Verdy
- 1962 : A Midsummer Night's Dream, ballet en deux actes et six scènes, musique de Felix Mendelssohn : Lysander
- 1965 : Don Quixote, ballet en trois actes, musique de Nicolas Nabokov : Duke

#### Autres rôles
Outre les nombreux rôles originaux qu'il a créés, Magallanes a dansé dans presque tous les ballets du répertoire du New York City Ballet. Il était étroitement associé à la Sérénade de Balanchine, au Concerto Barocco, à la Symphonie en C et aux Quatre Tempéraments .
Avec Orpheus, avec Magallanes dans le rôle-titre, Concerto Barocco et Symphony in C étaient au programme de la représentation inaugurale du New York City Ballet le 11 octobre 1948 au Centre de musique et de théâtre de New York,, . Après presque trente ans, sa dernière apparition au sein de la compagnie remonte à 1976, dans le rôle mime de Don Quichotte dans le ballet de Balanchine du même nom (Don Quichotte),.

#### Télévision et cinéma

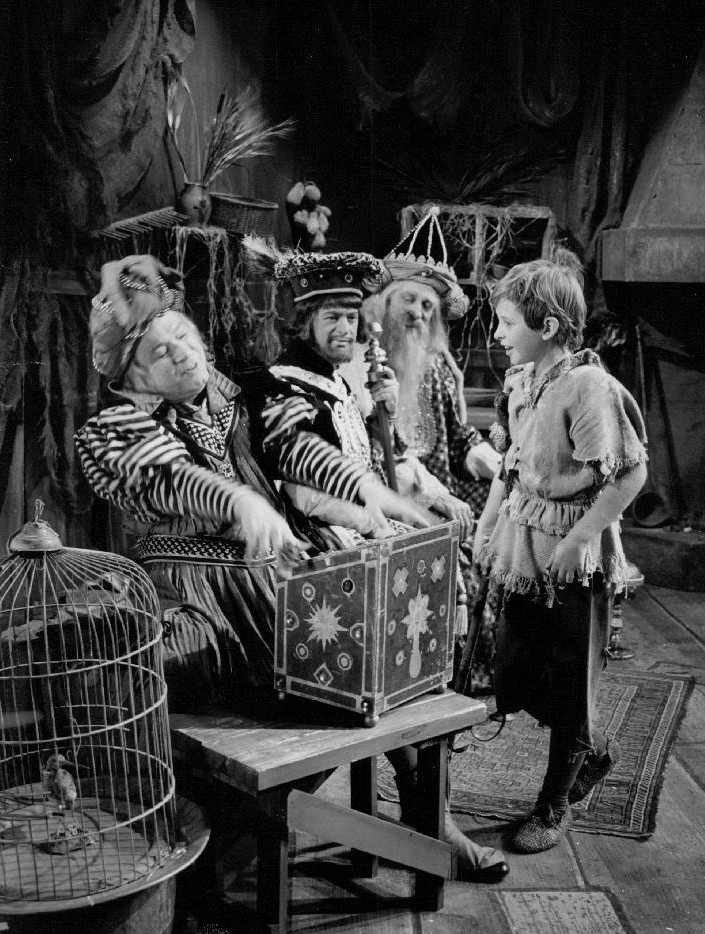
Trois Rois et Amahl - Amahl and the Night Visitors 1958.

Les talents de Nicholas Magallanes ont également dépassé le stade du ballet dans le domaine de la télévision et du cinéma. En 1951, il est apparu avec Tanaquil Le Clercq dans Le Premier. Il a également dansé dans la première en direct du premier opéra composé pour la télévision en Amérique, Amahl et les Visiteurs de la nuit sur les débuts du Hallmark Hall of Fame pour le réseau NBC dans le rôle du berger dansant (1951). Au cours des dernières années, il a également participé a plusieurs autres émissions, notamment Camera Three pour CBS, le prince Siegfried dans Swan Lake (1956), Omnibus dans A Midwinter Night's Dream (1961) et dans des épisodes de The Bell Telephone Hour pour NBC (1962-1964). Ses performances au cinéma comprenaient une collaboration avec Tanaquil Le Clercq dansant La Valse (1951) et avec Louis Falco dans une production de Dionysos dans le rôle de Pentheus (1963,). En 1967, il a également collaboré avec Suzanne Farrell, Edward Villella et Francisco Moncion dans A Midsummer Night's Dream de Balanchine, dansant le rôle de Lysander,.

#### Technique et style

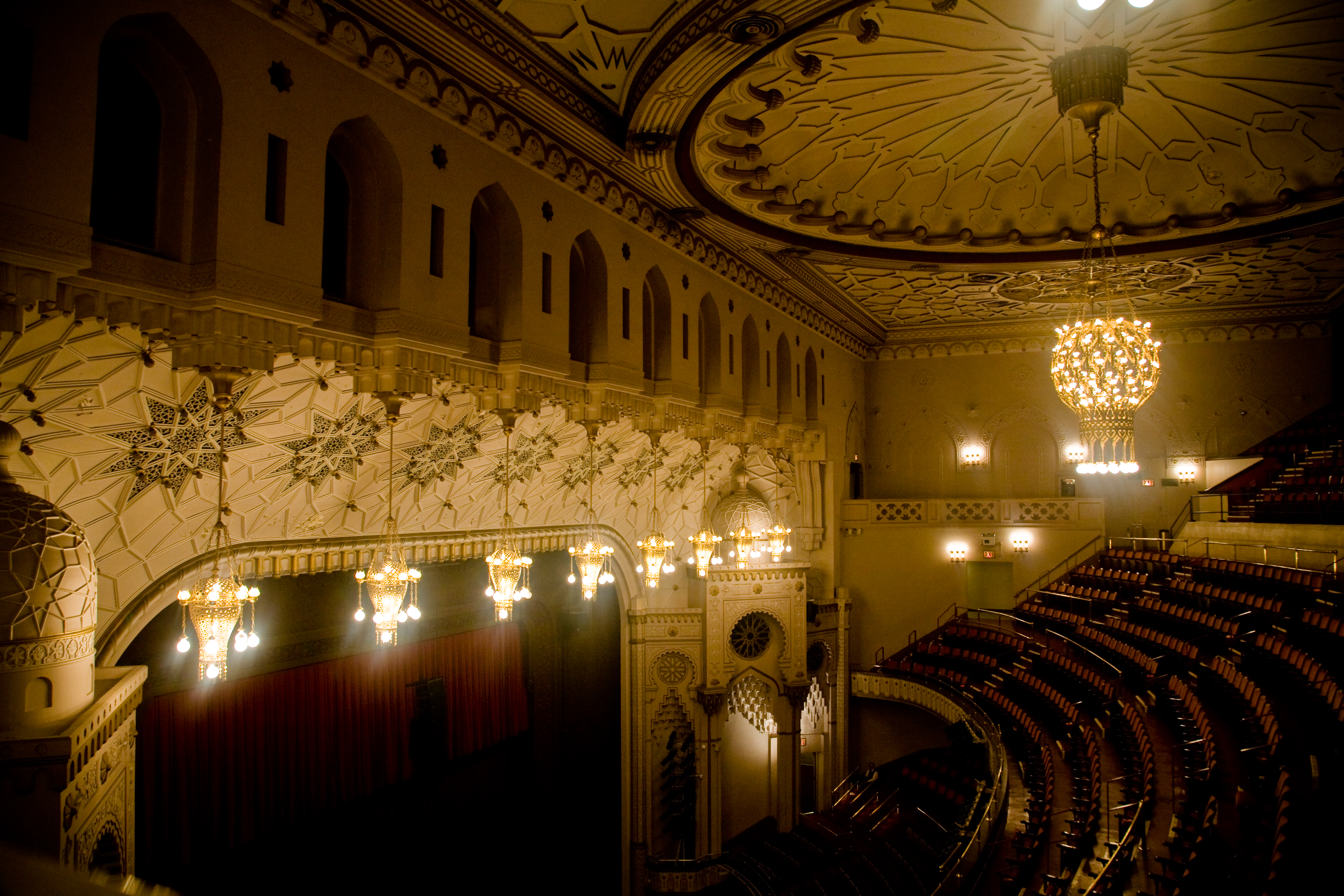
New York City Center
NYC Center auditorium 2008.

Balanchine avait chorégraphié le grand pas de deux pour Tallchief et André Eglevsky, mais Eglevsky se blessa à la cheville et ne put l'effectuer. Sans aucune doublure en attente, Magallanes a appris la partie techniquement difficile en une journée de répétition et a dansé le cavalier de la Fée de la prune en sucre, où il fut très acclamé,.
Magallanes était aussi un danseur-acteur aux dons lyriques uniques. Homme mince, il incarnait l'archétype balanchinien du poète-amant, qui apportait une grâce et une ferveur particulières aux mélancoliques héros de Serenade, de La Valse et de La sonnambula. Sa performance dramatique d'Orphée, face à Francisco Moncion en Dark Angel et Maria Tallchief en Eurydice, est considérée somme définitive et n'a jamais été dépassée.

## Vie personnelle
Appelé « Nicky » par tous ceux qui le connaissaient, Maggallanes était très apprécié par ses collègues. C'était un homme affable, amical, souriant. L'un de ses passe-temps favoris était de jouer aux cartes avec d'autres membres de la troupe. Il ne s'est jamais marié et aucun attachement romantique à long terme ne lui est connu. Il est mort d'un cancer du poumon à son domicile de North Merrick, à Long Island. Il n'avait que 54 ans.

## Postérité
En 2013, Magallanes a figuré comme personnage dans Nikolai and the Others, une pièce de Richard Nelson produite par le Lincoln Center Theater et présentée au Mitzi E. Newhouse Theater à New York. La pièce représente un rassemblement d'artistes émigrés russes dans les années 1940, notamment: Georege Balanchine, Nicholas  Magallanes, Maria Tallchief et Igor Stravinsky. Dans une scène, Balanchine a chorégraphié le ballet Orphée pour Magallanes et Tallchief tandis que Stravinsky observe. Magallanes et Tallchief ont été joués par Michael Rosen et Natalia Alonso; Balanchine a été dépeint par Michael Cerveris. La pièce a eu court terme et n'a pas été un succès critique.